# مجلس الأمة الكويتي 2009
مجلس الأمة الكويتي 2009 (الفصل التشريعي الثالث عشر) من 31 مايو 2009 حتى حل المجلس في 7 أكتوبر 2012 ، أجريت انتخابات المجلس في يوم السبت 16 مايو 2009 وذالك بعد صدور مرسوماً بحل مجلس الأمة 2008 في 19 مارس 2009، وترأس هاذا المجلس جاسم محمد الخرافي والذي تولى الرئاسة منذ 17 يوليو 1999 وفي 7 أكتوبر 2012 صدر مرسوماً بحل المجلس.

## انتخابات مجلس الأمة 2009
أجريت انتخابات المجلس في يوم السبت 16 مايو 2009 وذالك بعد أن صدر مرسوماً بحل مجلس الأمة 2008 في 19 مارس 2009 وقد شهد المجلس ولأول مرة في تاريخه دخول أربع نساء في عضويته

## أسماء الفائزين على حسب الدوائر

### الدائرة الأولى
- معصومة المبارك 14247 صوت
- حسين القلاف 13305 صوت
- حسين الحريتي 10611 صوت
- يوسف الزلزلة 10493 صوت
- فيصل الدويسان 9943 صوت
- صالح عاشور 8314 صوت
- عبد الله الرومي 7746 صوت
- مخلد العازمي 7536 صوت
- حسن جوهر 6827 صوت
- عدنان عبد الصمد 6717 صوت

### الدائرة الثانية
- مرزوق الغانم 7596 صوت
- علي الراشد 6826 صوت
- جاسم الخرافي 6472 صوت
- جمعان الحربش 5929 صوت
- عبد الرحمن العنجري 5168 صوت
- خالد سلطان بن عيسى 5061 صوت
- خلف دميثير 4945 صوت
- محمد المطير 4932 صوت
- عدنان المطوع 4781 صوت
- سلوى الجسار 4776 صوت

### الدائرة الثالثة
- روضان الروضان 13107 صوت
- أسيل العوضي 11806 صوت
- أحمد السعدون 10969 صوت
- فيصل المسلم 9295 صوت
- صالح الملا 9075 صوت
- ناجي العبد الهادي 8329 صوت
- رولا دشتي 7666 صوت
- عادل الصرعاوي 7552 صوت
- وليد الطبطبائي 7452 صوت
- علي العمير 6573 صوت

### الدائرة الرابعة
- مسلم البراك 18779 صوت
- محمد هايف 16200 صوت
- حسين مزيد 13388 صوت
- ضيف الله بورمية 13112 صوت
- عسكر العنزي 12869 صوت
- علي الدقباسي 12649 صوت
- شعيب المويزري 12385 صوت
- مبارك الوعلان 12324 صوت
- مبارك الخرينج 12132 صوت
- سعد الخنفور 11836 صوت

### الدائرة الخامسة
- فلاح الصواغ 16602 صوت
- سعدون حماد العتيبي 15647 صوت
- سالم النملان 15637 صوت
- سعد زنيفر 15393 صوت
- غانم الميع 15202 صوت
- خالد الطاحوس 14103 صوت
- الصيفي مبارك الصيفي 14025 صوت
- دليهي الهاجري 13905 صوت
- محمد هادي الحويلة 13331 صوت
- خالد العدوة 13226 صوت

## أدوار الانعقاد
شهد مجلس الأمة الكويتي 2009 أربعة أدوار أنعقاد عادية  

### قائمة أدوار انعقاد مجلس الأمة 2009
| دور الإنعقاد        | بداية الفترة   | نهاية الفترة  |
| ------------------- | -------------- | ------------- |
| دور الانعقاد الأول  | 31 مايو 2009   | 2 يوليو 2009  |
| دور الانعقاد الثاني | 27 أكتوبر 2009 | 1 يوليو 2010  |
| دور الانعقاد الثالث | 26 أكتوبر 2010 | 29 يونيو 2011 |
| دور الانعقاد الرابع | 25 أكتوبر 2011 | 7 أكتوبر 2012 |

## أبرز الأحداث
قدم النائب مسلم البراك استجوابا إلى وزير الداخلية الشيخ جابر الخالد الصباح من ثلاثة محاور، الأول هو التفريط بالاموال العامة للدولة وعدم اتباع الاجراءات القانونية بالمقررة في شان المناقصات العامة ووجود شبهة التنفيع في عقد عمل وتوريد الإعلانات الإرشادية للناخبين وتركيبها في كاف مراكز الضواحي وافرعها خلال انتخابات الفصل التشريعي ال12 لمجلس الامة، والمحور الثاني هو الإساءة إلى العملية الانتخابية لعضوية مجلس الامة، والمحور الثالث هو نصب كاميرات تلفزيونية متطورة ذات تقتنيات أمنية في ساحة الإرادة. وقد تمت مناقشة الاستجواب في جلسة يوم 23 يونيو 2009 ، وبعد الانتهاء من مناقشة محاور الاستجواب تقدم عشرة نواب هو غانم الميع وضيف الله بورمية والصيفي مبارك الصيفي ومبارك الوعلان وسالم النملان وفلاح الصواغ وخالد الطاحوس وسعدون حماد العتيبي وحسين مزيد وأحمد السعدون بطلب لطرح الثقة في الوزير، وقد تم تأجيل الطلب إلى يوم الأربعاء المقبل وفقا للمادة 143 للائحة الداخلية ، وقد رفض نواب مجلس الأمة طرح الثقة في الوزير.
في يوم 28 أكتوبر 2009 أسقطت المحكمة الدستورية عضوية بادي الدوسري وقررت فوز خالد العدوة بدلا منه.
ورفضت المحكمة الدستورية في 28 أكتوبر 2009 الطعن المقدم في عضوية رولا دشتي وأسيل العوضي بشأن عدم التزامهما بالضوابط الشرعية.
في يوم 15 نوفمبر 2009 قدم النائب فيصل المسلم استجواب إلى رئيس مجلس الوزراء الشيخ ناصر المحمد الأحمد الصباح يتكون من محورين، الأول هو مصروفات ديوان رئيس مجلس الوزراء والثاني شيكات الرئيس للنواب.
في يوم 18 نوفمبر 2009 قدم النائبين مسلم البراك ومبارك الوعلان استجوابين، الأول مقدم من مسلم البراك إلى وزير الداخلية الشيخ جابر الخالد الصباح يتكون من محور واحد وهو الإعلانات الانتخابية، والاستجواب الثاني مقدم من مبارك الوعلان إلى وزير الأشغال ووزير الدولة لشؤون البلدية فاضل صفر يتكون من ستة محاور، المحور الأول يتعلق بالدستور وتحقيق العدالة، والمحور الثاني يتعلق بمخالفات وتجاوزات إدارية، والمحور الثالث يتعلق بالمال العام، والمحور الرابع يتعلق بالفتاوي والتحقيقات القانونية، والمحور الخامس يتعلق بإتخاذ القرارات، والمحور السادس يتعلق بمحطة مشرف للصرف الصحي.
وفي يوم 19 نوفمبر 2009 قدم النائب ضيف الله بورمية استجواب إلى وزير الدفاع الشيخ جابر مبارك الحمد الصباح، ويتضمن الاستجواب أربعة محاور، الأول هو العلاج في الخارج، والثاني بمشروع مصانع الثلج، والثالث يتعلق بانفجار الأديرع، والرابع يتعلق بفريق ديوان المحاسبة والتدقيق على أعمال الوزارة.
في يوم 8 ديسمبر 2009 حولت الجلسة التي يناقش فيها استجواب فيصل المسلم لرئيس مجلس الوزراء الشيخ ناصر المحمد الأحمد الصباح إلى جلسة سرية ، وبعد انتهاء الجلسة السرية وعودتها إلى علنية، أعلن رئيس مجلس الأمة جاسم الخرافي عن تقدم 10 نواب بطلب عدم إمكان التعاون مع رئيس مجلس الوزراء وذلك وفقا للمادة 102 للدستور والمادة 144 من اللائحة الداخلية لمجلس الأمة  وقد أشاد رئيس مجلس الأمة جاسم الخرافي بالطرح الراقي الذي ساد مناقشة طلب استجواب رئيس مجلس الوزراء ، وتم البدء في مناقشة استجواب النائب مبارك الوعلان لوزير البلدية ووزير الأشغال فاضل صفر ، وقال النائب مبارك الوعلان بأن استجوابه يأتي في صالح الكويت من منطلق الدور الرقابي والتشريعي المنوط للنائب ، ورحب الوزير فاضل صفر بالاستجواب معتبرا ذلك فرصة كبيرة لإظهار الحقائق أمام الشعب الكويتي والرد على الشبهات التي شابت محاوره ، وقد تحدث سعدون حماد العتيبي وحسين مزيد كمؤيدين للاستجواب ، بينما تحدث النواب أسيل العوضي ومرزوق الغانم وعادل الصرعاوي كنواب معارضيين للاستجواب ، وبعد ذلك تمت مناقشة استجواب مسلم البراك لوزير الداخلية الشيخ جابر الخالد الصباح، وقال مسلم البراك بأن هذا الاستجواب هو استكمالا للاستجواب السابق لنفس الوزير ، وأكد وزير الداخلية بأنه لم يمارس التضليل وأن كتاب النيابة بشأن اللوحات الإعلانية واضح ، وبعد نهاية الاستجواب تقدم 10 نواب بطلب طرح الثقة بالوزير وهم الصيفي مبارك الصيفي ومحمد الحويلة وعلي الدقباسي وضيف الله بورمية وخالد العدوة وسعدون حماد العتيبي وفلاح الصواغ وفيصل المسلم وخالد الطاحوس وأحمد السعدون ، وفي استجواب النائب ضيف الله بورمية لوزير الدفاع الشيخ جابر مبارك الحمد الصباح حولت الجلسة إلى جلسة سرية ، وبعد نهاية الاستجواب أعلن رئيس مجلس الأمة جاسم الخرافي بأن المجلس وافق على توصية تقدم بها أحد النواب وأحالها للحكومة ورفعت الجلسة في الساعة الخامسة فجرا.
وأكد وزير الدولة لشؤون مجلس الأمة الدكتور محمد البصيري بأن حكومة الكويت بمواجهتها للاستجوابات الأربعة قد سطرت تاريخا يختذى به في دول العالم كافة.
وفي يوم 16 ديسمبر 2009، رفض مجلس الأمة الكويتي طلب عدم التعاون مع رئيس مجلس الوزراء الشيخ ناصر المحمد الأحمد الصباح بأغلبية 35 نائب مقابل تأييد 13 نائب وامتناع نائب واحد ، وفي يوم 17 ديسمبر 2009 جدد مجلس الأمة الثقة في وزير الداخلية الشيخ جابر الخالد الصباح بعد أن رفض 26 نائب طرح الثقة ووافق 18 نائب على طرح الثقة وامتناع 5 نواب.

### حل المجلس
وفي 16 نوفمبر 2011 أقيمت احتجاجات تندد برئيس الوزراء أمام مجلس الأمة، و تلى هذه المظاهرة اقتحام مبنى مجلس الأمة من قبل بعض المحتجين و النواب فيما عرف لاحقاً بالأربعاء الأسود. و تلى هذه الاحتجاج تصعيد سياسي حتى قدم رئيس مجلس الوزراء استقالته يوم 28 نوفمبر 2011، و عين الشيخ جابر المبارك الصباح رئيساً للوزراء و أدى القسم الدستوري أمام أمير الكويت في 4 ديسمبر 2011. و في 6 ديسمبر 2011 قام أمير الكويت الشيخ صباح الأحمد الصباح بحل المجلس و الدعوة لانتخابات مبكرة، و السبب في مرسوم الحل:

### عودة المجلس بحكم المحكمة الدستورية
في 20 يونيو 2012 حكمت المحكمة الدستورية ببطلان انتخابات مجلس الأمة (فبراير 2012) بأكملها وعدم صحة عضوية من أعلن فوزهم فيها لبطلان وعدم صحة مرسوم حل مجلس الأمة 2009 وكما قررت المحكمة عودة مجلس الأمة 2009 بقوة الدستور كأن الحل لم يكن
ويعتبر مجلس (فبراير 2012) كأنه لم يكن مع إبقاء القوانين الصادرة في تلك الفترة.
واستندت المحكمة الدستورية قرارها على أن طلب حل مجلس 2009 جاء من وزارة زالت عنها الصفة بقبول استقالتها بالكامل، كما قام رئيس الوزراء الجديد بالاجتماع بوزراء زالت منهم الصفة بسبب قبول استقالة الحكومة السابقة، و بذلك قد رفع كتاب عدم التعاون من مجلس وزراء يتألف من رئيس المجلس فقط و بذلك يكون خالف المادة 107 من الدستور الكويتي
ويعتبر حكم المحكمة الدستورية بإعادة مجلس منحل الأول من نوعة في الحياة البرلمانية الكويتية 

### حل المجلس مجدداً للمرة الثانية
في 3 أكتوبر 2012 رفع مجلس الوزراء مشروع مرسوم بحل مجلس الأمة لتعذر إقامة جلسات مجلس الأمة، وفي 7 أكتوبر 2012 صدر مرسوم حل مجلس الأمة للمرة الثانية، وبذلك يكون أول مجلس يتم حله مرتين.